# 横田業通
横田 業通（よこた しげみち）は、戦国時代の武将。下野宇都宮氏の家臣。

## 略歴
横田綱邑の五男。
天文18年（1549年）、喜連川五月女坂の戦いで宇都宮尚綱に従い那須高資と戦い討ち死にした。